# Masato Ishida
Masato Ishida (石田 雅人 Ishida Masato?, nacido el 17 de abril de 1983 en Nara) es un exfutbolista japonés. Jugaba de centrocampista y su último club fue el Nara Club de Japón.

## Trayectoria

### Clubes
| Club            | País  | Año         |
| --------------- | ----- | ----------- |
| Yokohama FC     | Japón | 2002 - 2003 |
| Banditonce Kobe | Japón | 2004 - 2007 |
| Nara Club       | Japón | 2008 - 2010 |